# Le Tâtre
Pour les articles homonymes, voir Tâtre (homonymie).
Le Tâtre est une commune du Sud-Ouest de la France située dans le département de la Charente, en région Nouvelle-Aquitaine.
Ses habitants sont les Tatriens et les Tatriennes.

## Géographie

### Localisation et accès
Le Tâtre est une commune du Sud Charente proche de la Charente-Maritime, située à 3 km au nord-est de Baignes et 40 km au sud-ouest d'Angoulême.
Le bourg du Tâtre est aussi à 9 km au sud-ouest de Barbezieux, 11 km au nord de Chevanceaux, 15 km au nord-ouest de Brossac, 19 km à l'est de Jonzac, 35 km au sud de Cognac et 69 km au nord-est de Bordeaux.
La commune est traversée dans sa partie est par la N 10 entre Angoulême et Bordeaux, qui passe à 2 km du bourg. Celui-ci est situé sur la D 14, route de Baignes à Reignac et Barbezieux. La D 58, route de Baignes à Condéon, limite la commune au sud et coupe la N 10.

### Hameaux et lieux-dits
Malgré sa petite taille, la commune comporte de nombreux hameaux : les Défends et Givrezac à l'ouest, Chez Grelier plus près du bourg, les Chaussades à l'est en limite avec Reignac, les Poteries, les Bitauds, etc..

### Communes limitrophes
| Montmérac | Reignac  |         |
|           | du Tâtre | Condéon |
|           | Touvérac |         |

### Géologie et relief
Le sol de la commune se compose d'argile blanche, de sable et de galets, dépôts du Tertiaire,,.
Le relief de la commune est celui d'une tête de vallée dirigée vers le nord-ouest, avec ses vallons affluents, creusant un bas plateau. Le point culminant de la commune est à une altitude de 143 m, situé en limite orientale au carrefour de la route de Condéon avec la route nationale 10. Le point le plus bas est à 73 m, situé en limite occidentale le long du Tâtre. Le bourg, blotti dans la vallée, est à 95 m d'altitude.

### Hydrographie

#### Réseau hydrographique
La commune est située dans le bassin versant de la Charente au sein du Bassin Adour-Garonne. Elle est drainée par le Tâtre et par divers petits cours d'eau, qui constituent un réseau hydrographique de 8 km de longueur totale,.
La commune est traversée d'est en ouest par le Tâtre, ruisseau qui prend sa source à l'est. Le Tâtre est un affluent du Trèfle, lui-même affluent de la Seugne qui passe à Jonzac et sous-affluent de la Charente.
Le bourg est construit au confluent du Tâtre et d'un autre ruisseau qui prend sa source au nord-est, aux Poteries.
En raison de la nature imperméable du sol, de nombreux étangs parsèment la commune, et le Tâtre à la sortie de la commune n'est qu'à 0,5 km de l'étang de Saint-Maigrin en Charente-Maritime qu'il traverse.

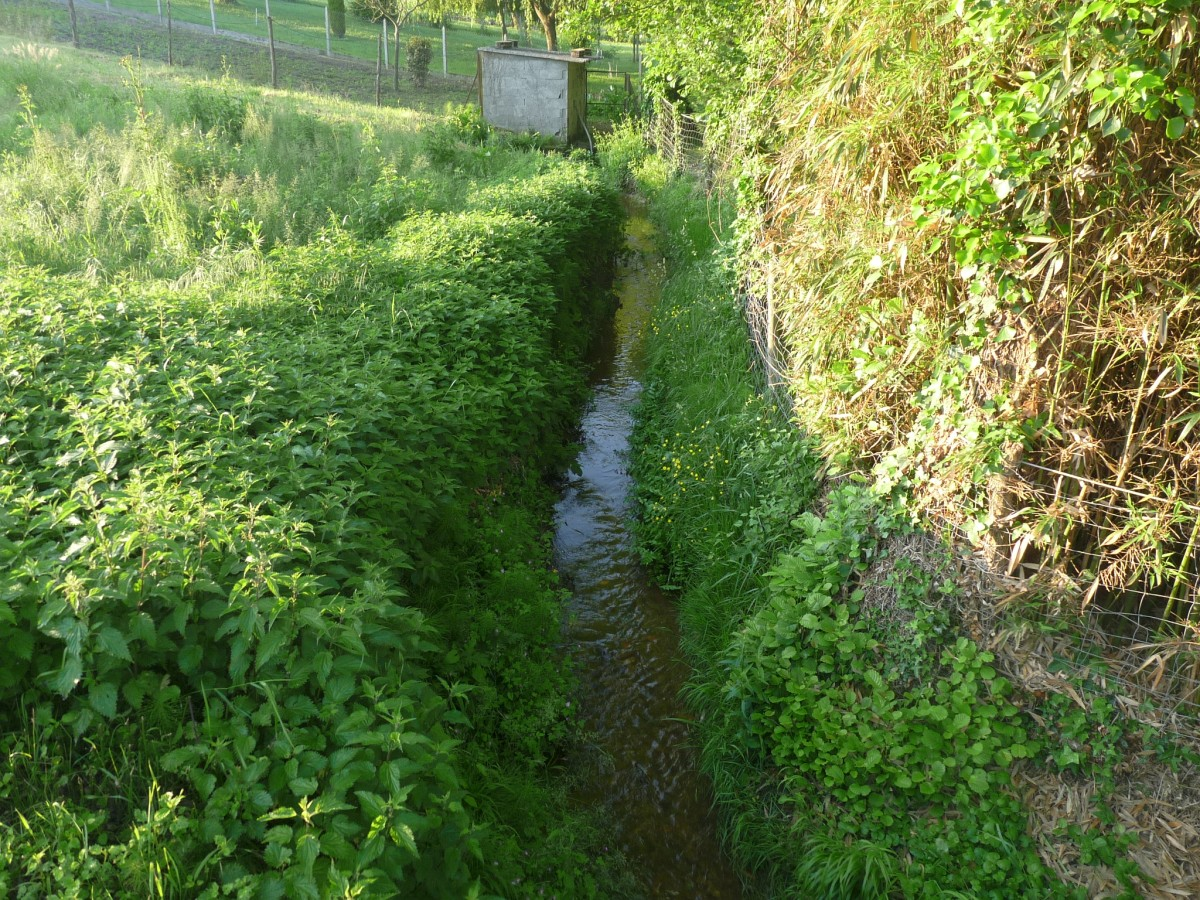
Le Tâtre au pied du bourg, au printemps.
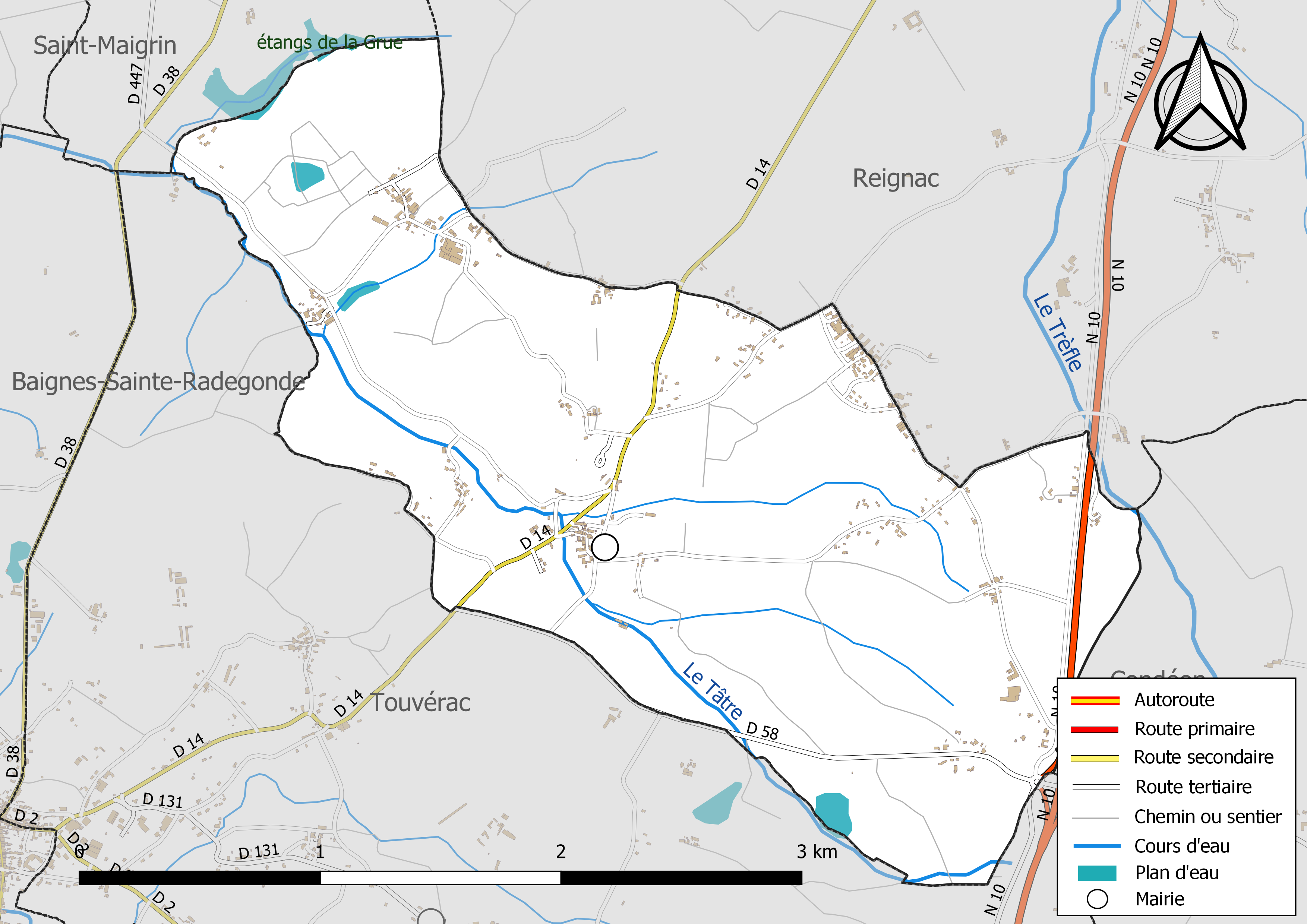
Réseaux hydrographique et routier du Tâtre.

#### Gestion des eaux
Le territoire communal est couvert par le schéma d'aménagement et de gestion des eaux (SAGE) « Charente ». Ce document de planification, dont le territoire correspond au bassin de la Charente, d'une superficie de 9 300 km2, a été approuvé le 19 novembre 2019. La structure porteuse de l'élaboration et de la mise en œuvre est l'établissement public territorial de bassin Charente. Il définit sur son territoire les objectifs généraux d’utilisation, de mise en valeur et de protection quantitative et qualitative des ressources en eau superficielle et souterraine, en respect des objectifs de qualité définis dans le troisième SDAGE  du Bassin Adour-Garonne qui couvre la période 2022-2027, approuvé le 10 mars 2022.

### Climat
Comme dans les trois quarts sud et ouest du département, le climat est océanique aquitain.

### Végétation
La commune du Tâtre est dans la forêt de la Double saintongeaise, grande forêt de pins maritimes, ou landes, qui s'étend de la Dordogne à la Charente-Maritime, appelée aussi localement forêt de Chaux ou Petit Angoumois, et dans laquelle se trouve une grande partie du canton. Les  vignes sont toutefois nombreuses.

## Urbanisme

### Typologie
Au 1er janvier 2024, Le Tâtre est catégorisée commune rurale à habitat dispersé, selon la nouvelle grille communale de densité à 7 niveaux définie par l'Insee en 2022.
Elle est située hors unité urbaine. Par ailleurs la commune fait partie de l'aire d'attraction de Barbezieux-Saint-Hilaire, dont elle est une commune de la couronne,. Cette aire, qui regroupe 25 communes, est catégorisée dans les aires de moins de 50 000 habitants,.

### Occupation des sols
L'occupation des sols de la commune, telle qu'elle ressort de la base de données européenne d’occupation biophysique des sols Corine Land Cover (CLC), est marquée par l'importance des territoires agricoles (65,7 % en 2018), une proportion identique à celle de 1990 (65,7 %). La répartition détaillée en 2018 est la suivante : 
zones agricoles hétérogènes (51,3 %), forêts (21,2 %), cultures permanentes (14,4 %), milieux à végétation arbustive et/ou herbacée (9,1 %), zones urbanisées (3,9 %). L'évolution de l’occupation des sols de la commune et de ses infrastructures peut être observée sur les différentes représentations cartographiques du territoire : la carte de Cassini (XVIIIe siècle), la carte d'état-major (1820-1866) et les cartes ou photos aériennes de l'IGN pour la période actuelle (1950 à aujourd'hui).

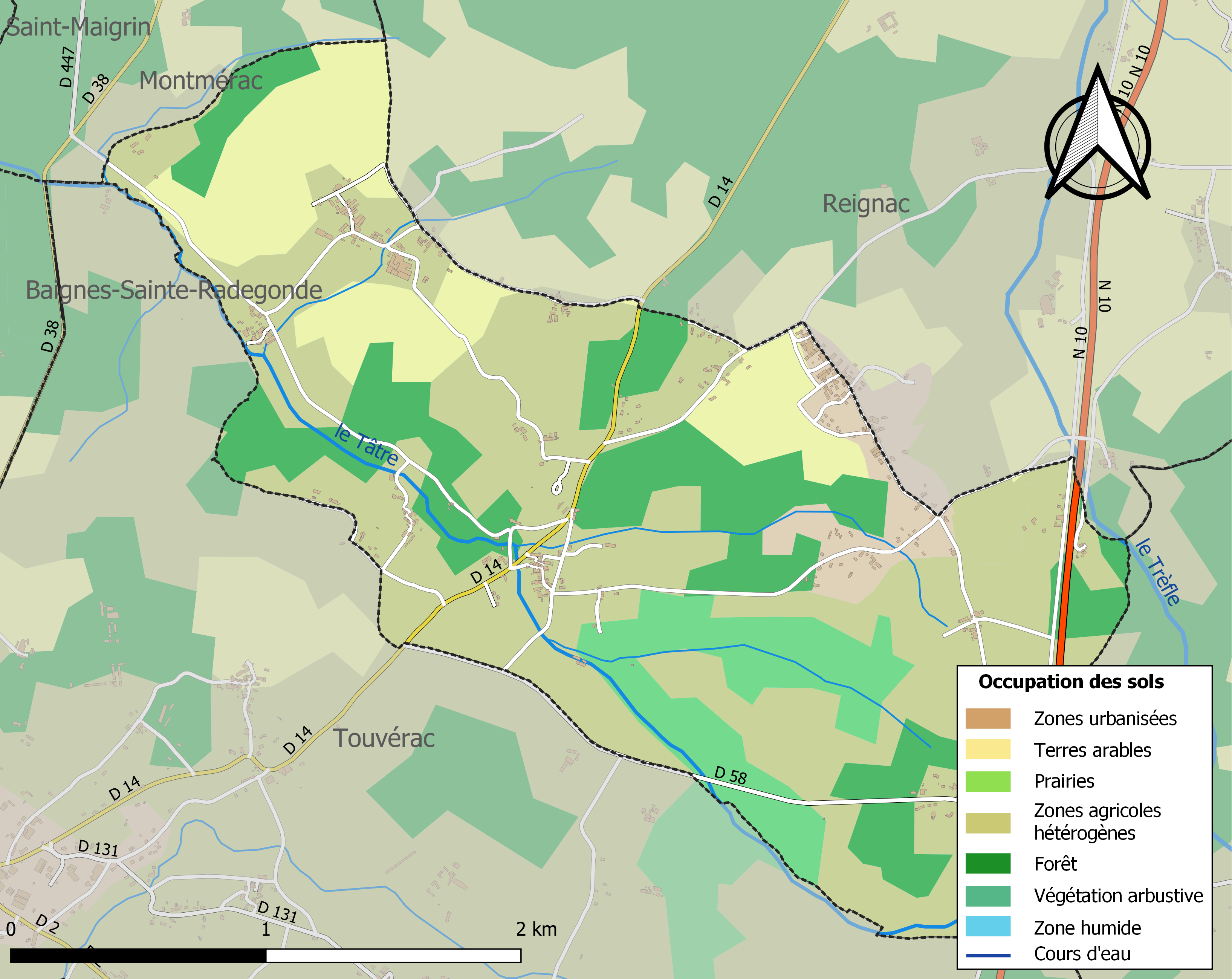
Carte des infrastructures et de l'occupation des sols de la commune en 2018 (CLC).

### Risques majeurs
Le territoire de la commune du Tâtre est vulnérable à différents aléas naturels : météorologiques (tempête, orage, neige, grand froid, canicule ou sécheresse), feux de forêts et séisme (sismicité faible). Il est également exposé à un risque technologique,  le transport de matières dangereuses. Un site publié par le BRGM permet d'évaluer simplement et rapidement les risques d'un bien localisé soit par son adresse soit par le numéro de sa parcelle.

#### Risques naturels
Le Tâtre est exposée au risque de feu de forêt. Un plan départemental de protection des forêts contre les incendies (PDPFCI) a été élaboré pour la période 2017-2026, faisant suite à un plan 2007-2016. Les mesures individuelles de prévention contre les incendies sont précisées par divers arrêtés préfectoraux et s’appliquent dans les zones exposées aux incendies de forêt et à moins de 200 mètres de celles-ci. L’arrêté du 3 mai 2016 règlemente l'emploi du feu en interdisant notamment d’apporter du feu, de fumer et de jeter des mégots de cigarette dans les espaces sensibles et sur les voies qui les traversent sous peine de sanctions. L'arrêté du 27 décembre 2019 rend le débroussaillement obligatoire, incombant au propriétaire ou ayant droit,,,.

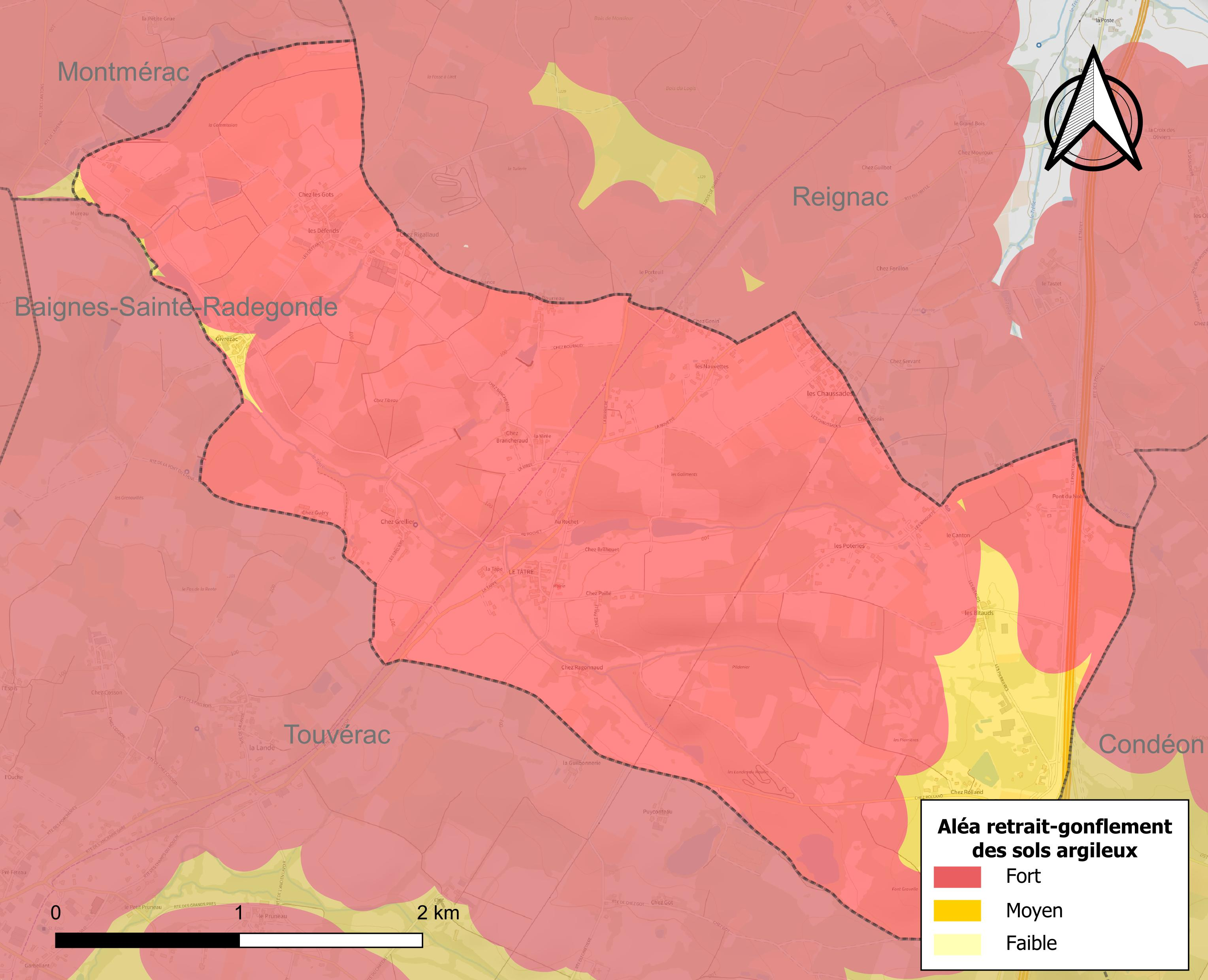
Carte des zones d'aléa retrait-gonflement des sols argileux du Tâtre.

Le retrait-gonflement des sols argileux est susceptible d'engendrer des dommages importants aux bâtiments en cas d’alternance de périodes de sécheresse et de pluie. La totalité de la commune est en aléa moyen ou fort (67,4 % au niveau départemental et 48,5 % au niveau national). Sur les 200 bâtiments dénombrés sur la commune en 2019,  200 sont en aléa moyen ou fort, soit 100 %, à comparer aux 81 % au niveau départemental et 54 % au niveau national. Une cartographie de l'exposition du territoire national au retrait gonflement des sols argileux est disponible sur le site du BRGM,.
Par ailleurs, afin de mieux appréhender le risque d’affaissement de terrain, l'inventaire national des cavités souterraines permet de localiser celles situées sur la commune.
La commune a été reconnue en état de catastrophe naturelle au titre des dommages causés par les inondations et coulées de boue survenues en 1982 et 1999. Concernant les mouvements de terrains, la commune a été reconnue en état de catastrophe naturelle au titre des dommages causés par la sécheresse en 2005 et par des mouvements de terrain en 1999.

#### Risques technologiques
Le risque de transport de matières dangereuses sur la commune est lié à sa traversée par une ou des infrastructures routières ou ferroviaires importantes ou la présence d'une canalisation de transport d'hydrocarbures. Un accident se produisant sur de telles infrastructures est susceptible d’avoir des effets graves sur les biens, les personnes ou l'environnement, selon la nature du matériau transporté. Des dispositions d’urbanisme peuvent être préconisées en conséquence.

## Toponymie
Les formes anciennes sont Trastum, Trasta au XIIe siècle (Rivus Trasta, ad aquam Trasti en 1182-1191).
Le nom de la commune est issu de l'hydronyme du ruisseau le Tâtre qui lui a donné son nom.
Le mot *trasta s'est francisé en Tâtre en passant par *tastra'.
La signification du nom du ruisseau serait liée directement à son lieu de source, cette dernière naissant sur les hauteurs d'un tertre[Information douteuse]. En effet, selon certains auteurs, ce site d'origine gallo-romaine proviendrait d'une expression latine terminem limitis c'est-à-dire « une butte ou un monticule portant une borne marquant une limite de territoire ».
Jean Talbert voit plutôt dans *trasta une origine celtique ou préceltique.

## Histoire
La commune offre quelques témoignages d'un habitat ancien : un large fossé circulaire d'époque protohistorique ou néolithique, à la Commission (découvert par archéologie aérienne), et à Givrezac, une canalisation formée de tegulae.
Au Moyen Âge, l'église paroissiale dépendait d'une commanderie de Templiers.
À la Révolution, la chapelle templière Notre-Dame du Deffens fut détruite.
Au début du XXe siècle, l'industrie dans la commune était encore représentée par quelques potiers, tuileries et fours à chaux. La poterie était grossière mais solide.
Pendant la première moitié du XXe siècle, la commune était traversée par la ligne de Châteauneuf à Saint-Mariens par Barbezieux ; la gare était celle de Baignes.

## Administration

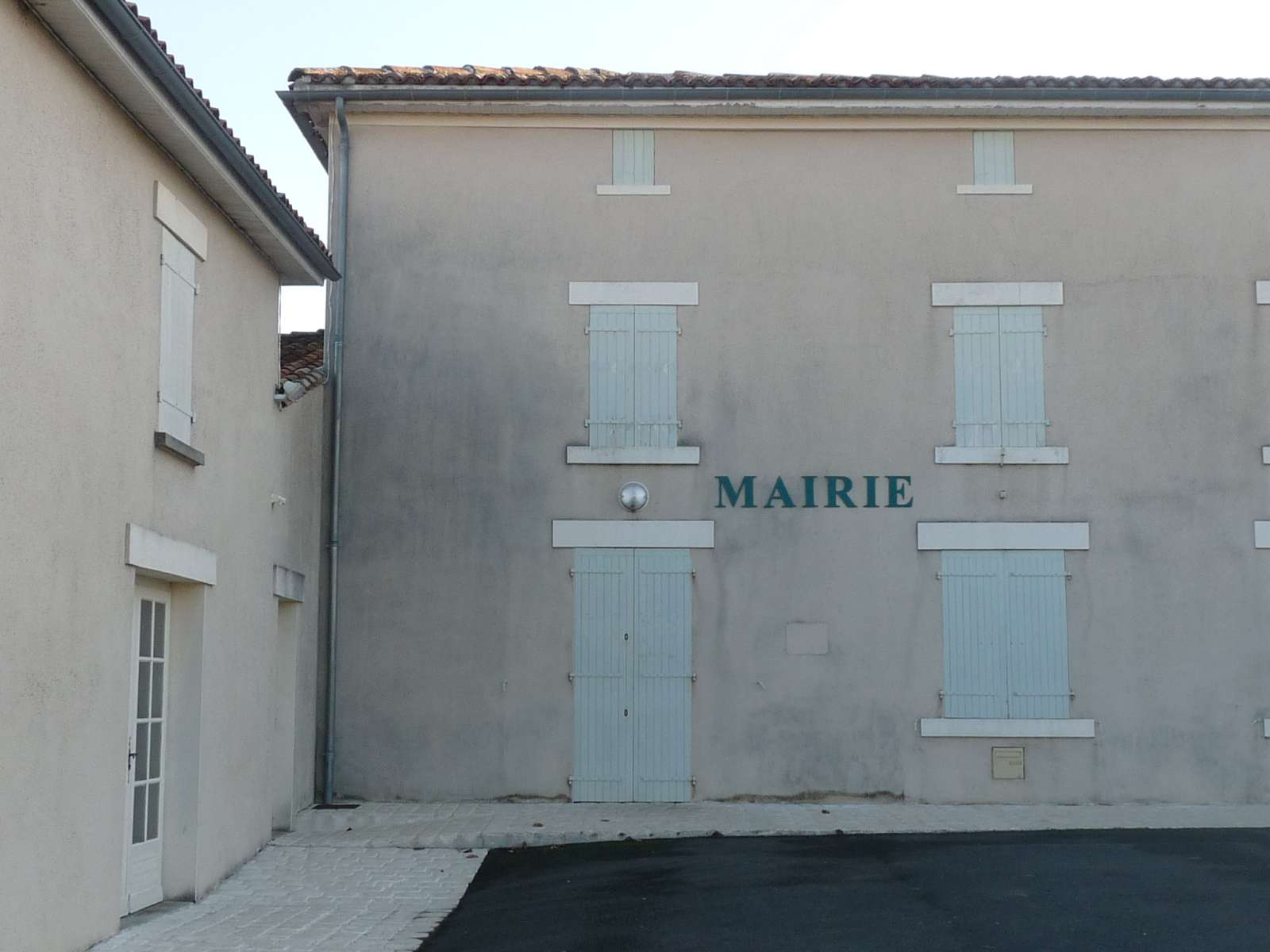
La mairie du Tâtre.

| Période | Période  | Identité                   | Étiquette | Qualité                                          |
| ------- | -------- | -------------------------- | --------- | ------------------------------------------------ |
| 1793    | 1796     | Pierre Montigaud           |           | Laboureur                                        |
| 1796    | 1799     | Pierre Michaudaux          |           | Propriétaire                                     |
| 1799    | 1799     | Pierre Pichet              |           | Marchand de cuirs                                |
| 1799    | 1816     | Pierre Cheminade           |           | Cultivateur                                      |
| 1816    | 1821     | Paul Pierre Esmein         |           | Procureur, Notaire Royal et Directeur des Postes |
| 1821    | 1827     | Michel Antoine Girard      |           | Marchand                                         |
| 1827    | 1848     | Jacques Motard             |           | Propriétaire cultivateur                         |
| 1848    | 1870     | Pierre Boistard            |           | Instituteur                                      |
| 1870    | 1874     | Jean Roche                 |           | Maréchal Ferrant                                 |
| 1874    | 1884     | Jean Guilhorit             |           | Marchand Boucher                                 |
| 1884    | 1912     | Pierre Ferdinand Rolland   |           | Tuilier et Potier                                |
| 1912    | 1929     | Alcide Pierre Berthommé    |           | Propriétaire exploitant                          |
| 1929    | 1944     | Pierre dit Alfred Chaillou |           | Cultivateur                                      |
| 1944    | 1971     | Raymond Sauvaître          |           | Viticulteur                                      |
| 1971    | 2008     | Claude Besson              |           | Agriculteur                                      |
| 2008    | En cours | Bernard Desse              | SE        | Adjoint administratif                            |

## Démographie

### Évolution démographique
L'évolution du nombre d'habitants est connue à travers les recensements de la population effectués dans la commune depuis 1793. Pour les communes de moins de 10 000 habitants, une enquête de recensement portant sur toute la population est réalisée tous les cinq ans, les populations de référence des années intermédiaires étant quant à elles estimées par interpolation ou extrapolation. Pour la commune, le premier recensement exhaustif entrant dans le cadre du nouveau dispositif a été réalisé en 2005.

En 2022, la commune comptait 427 habitants, en évolution de +8,1 % par rapport à 2016 (Charente : −0,48 %, France hors Mayotte : +2,11 %).
| 1793 | 1800 | 1806 | 1821 | 1831 | 1841 | 1846 | 1851 | 1856 |
| ---- | ---- | ---- | ---- | ---- | ---- | ---- | ---- | ---- |
| 612  | 602  | 613  | 725  | 718  | 666  | 696  | 693  | 668  |

| 1861 | 1866 | 1872 | 1876 | 1881 | 1886 | 1891 | 1896 | 1901 |
| ---- | ---- | ---- | ---- | ---- | ---- | ---- | ---- | ---- |
| 659  | 620  | 564  | 577  | 602  | 570  | 536  | 520  | 503  |

| 1906 | 1911 | 1921 | 1926 | 1931 | 1936 | 1946 | 1954 | 1962 |
| ---- | ---- | ---- | ---- | ---- | ---- | ---- | ---- | ---- |
| 557  | 478  | 412  | 379  | 359  | 367  | 337  | 322  | 322  |

| 1968 | 1975 | 1982 | 1990 | 1999 | 2005 | 2006 | 2010 | 2015 |
| ---- | ---- | ---- | ---- | ---- | ---- | ---- | ---- | ---- |
| 301  | 313  | 290  | 329  | 314  | 314  | 319  | 359  | 391  |

| 2020 | 2022 | - | - | - | - | - | - | - |
| ---- | ---- | - | - | - | - | - | - | - |
| 417  | 427  | - | - | - | - | - | - | - |

### Pyramide des âges
La population de la commune est relativement jeune.
En 2018, le taux de personnes d'un âge inférieur à 30 ans s'élève à 33,3 %, soit au-dessus de la moyenne départementale (30,2 %). À l'inverse, le taux de personnes d'âge supérieur à 60 ans est de 26,4 % la même année, alors qu'il est de 32,3 % au niveau départemental.
En 2018, la commune comptait 216 hommes pour 187 femmes, soit un taux de 53,6 % d'hommes, largement supérieur au taux départemental (48,41 %).
Les pyramides des âges de la commune et du département s'établissent comme suit.
| Hommes | Classe d’âge | Femmes |
| ------ | ------------ | ------ |
| 0,4    | 90 ou +      | 0,5    |
| 9,0    | 75-89 ans    | 8,2    |
| 17,9   | 60-74 ans    | 16,5   |
| 22,0   | 45-59 ans    | 23,7   |
| 13,9   | 30-44 ans    | 21,7   |
| 15,3   | 15-29 ans    | 12,4   |
| 21,5   | 0-14 ans     | 17,0   |

| Hommes | Classe d’âge | Femmes |
| ------ | ------------ | ------ |
| 1      | 90 ou +      | 2,7    |
| 9,2    | 75-89 ans    | 12     |
| 20,6   | 60-74 ans    | 21,3   |
| 20,7   | 45-59 ans    | 20,3   |
| 16,8   | 30-44 ans    | 16     |
| 15,6   | 15-29 ans    | 13,4   |
| 16,1   | 0-14 ans     | 14,3   |

## Économie

### Agriculture
La viticulture occupe une petite partie de l'activité agricole. La commune est située dans les Bons Bois, dans la zone d'appellation d'origine contrôlée du cognac.

## Équipements, services et vie locale

### Enseignement
L'école est un RPI entre Le Tâtre et Touvérac, qui accueillent chacune une école élémentaire avec une classe. Le secteur du collège est Baignes.

## Lieux et monuments

### Église Saint-Jean
L'église paroissiale Saint-Jean était l'ancienne chapelle commanderie de Templiers, dont les bâtiments communautaires ont aujourd'hui disparu. Elle date initialement des XIIe et XIIIe siècles. Elle fut voûtée au XIVe siècle ; les contreforts ont été construits au XVe siècle. Elle a été restaurée à la fin du XIXe siècle (reconstruction du clocher-arcade et de la façade),. On retrouve l'architecture templière à l'intérieur de l'église, avec le chevet plat qui a seul conservé ses proportions d'origine avec sa fenêtre romane en lancette. L'édifice est inscrit aux monuments historiques depuis 1992.
Sa cloche datant de 1624 est classée monument historique au titre objet depuis 1944.
L'église contient aussi la statue de Notre-Dame du Deffend, qui est une Vierge à l'Enfant en bois taillé et peint du XVIIe siècle, qui se trouvait conservée à la chapelle du Deffend (qui était aussi une ancienne commanderie de Templiers, détruite) et qui faisait l'objet d'un pèlerinage annuel chaque 15 août. Elle a été transportée au XIXe siècle dans l'église.

L'église Saint-Jean
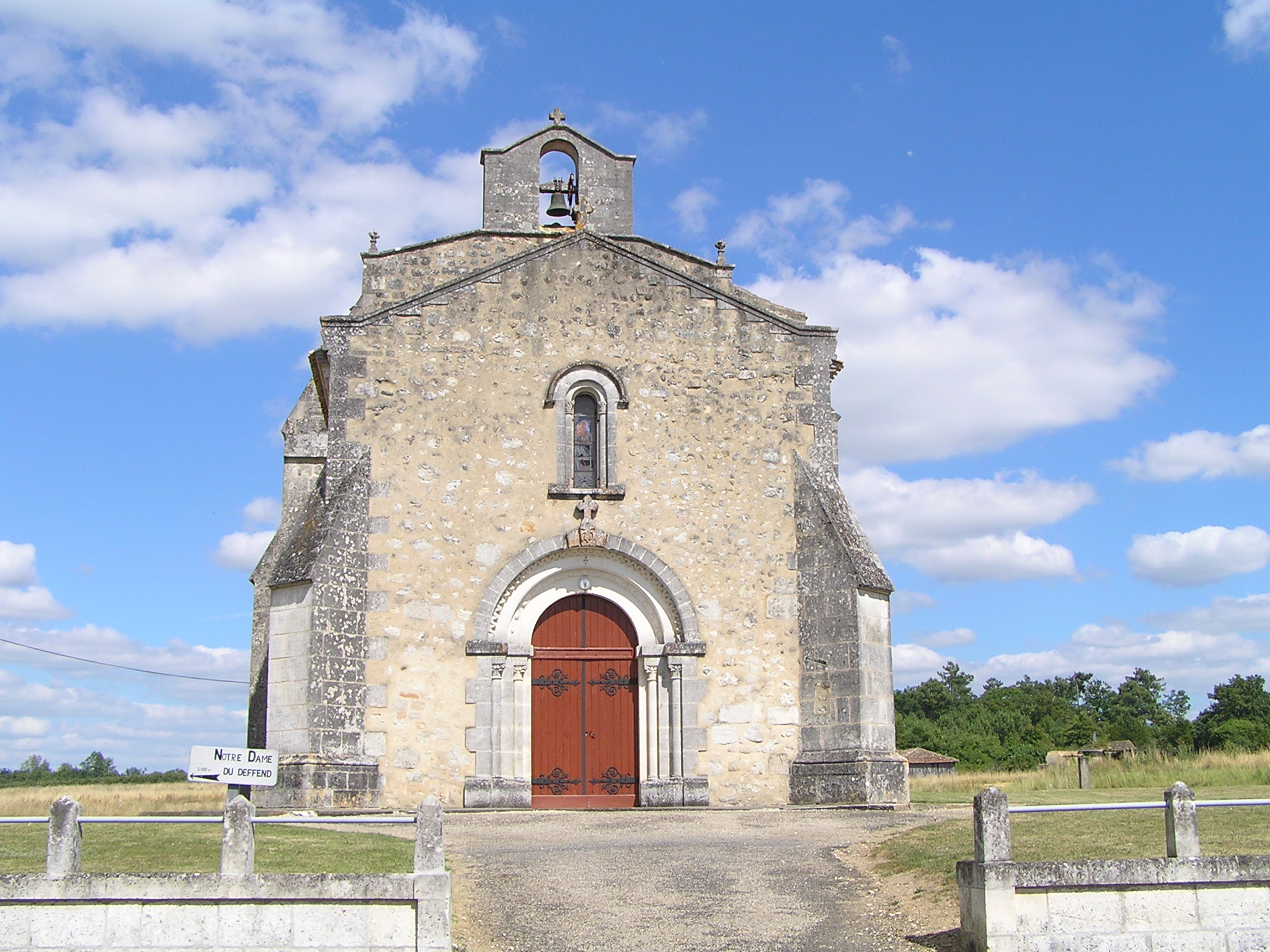
La façade.
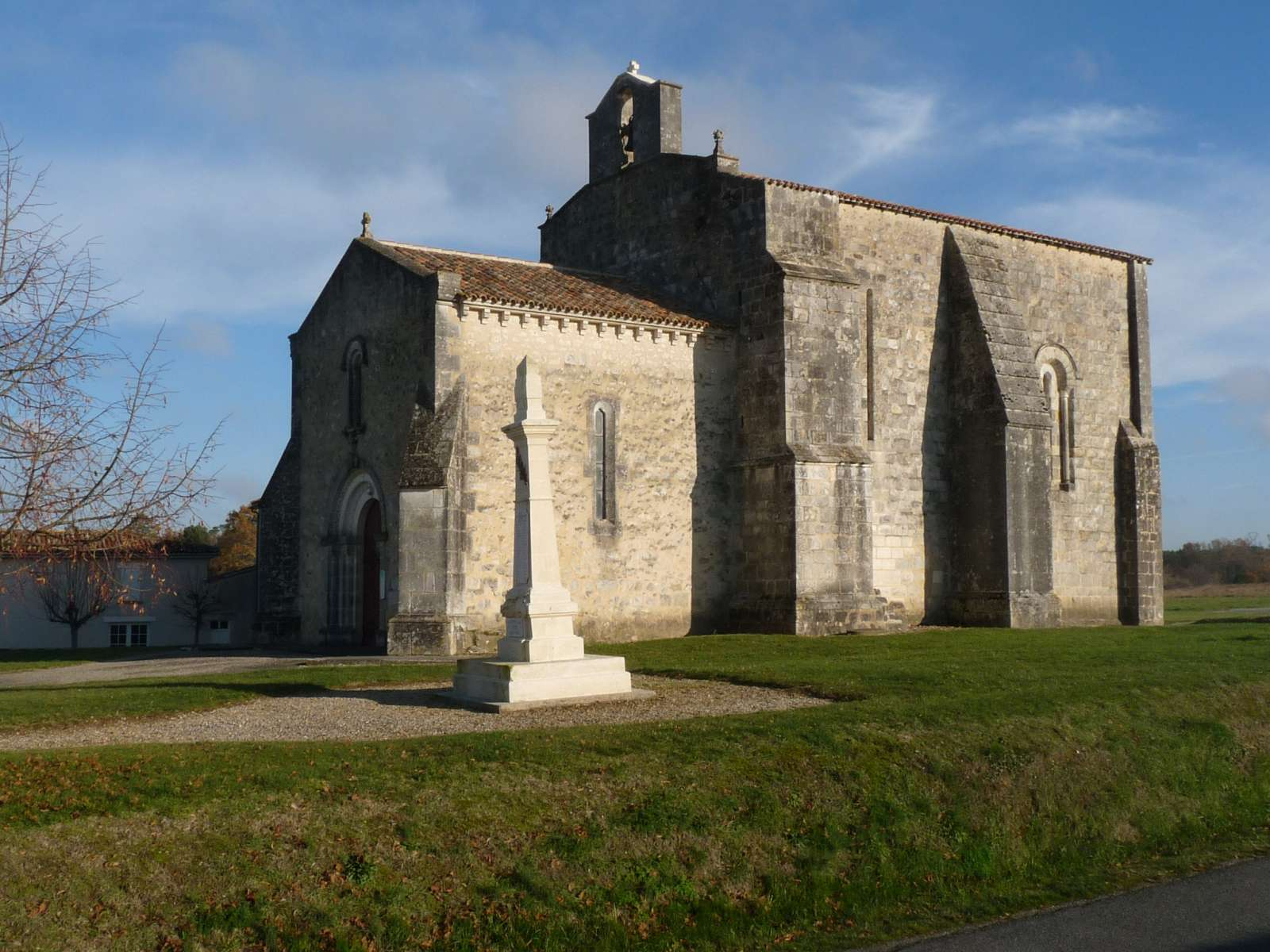
Vue latérale et le monument aux morts.
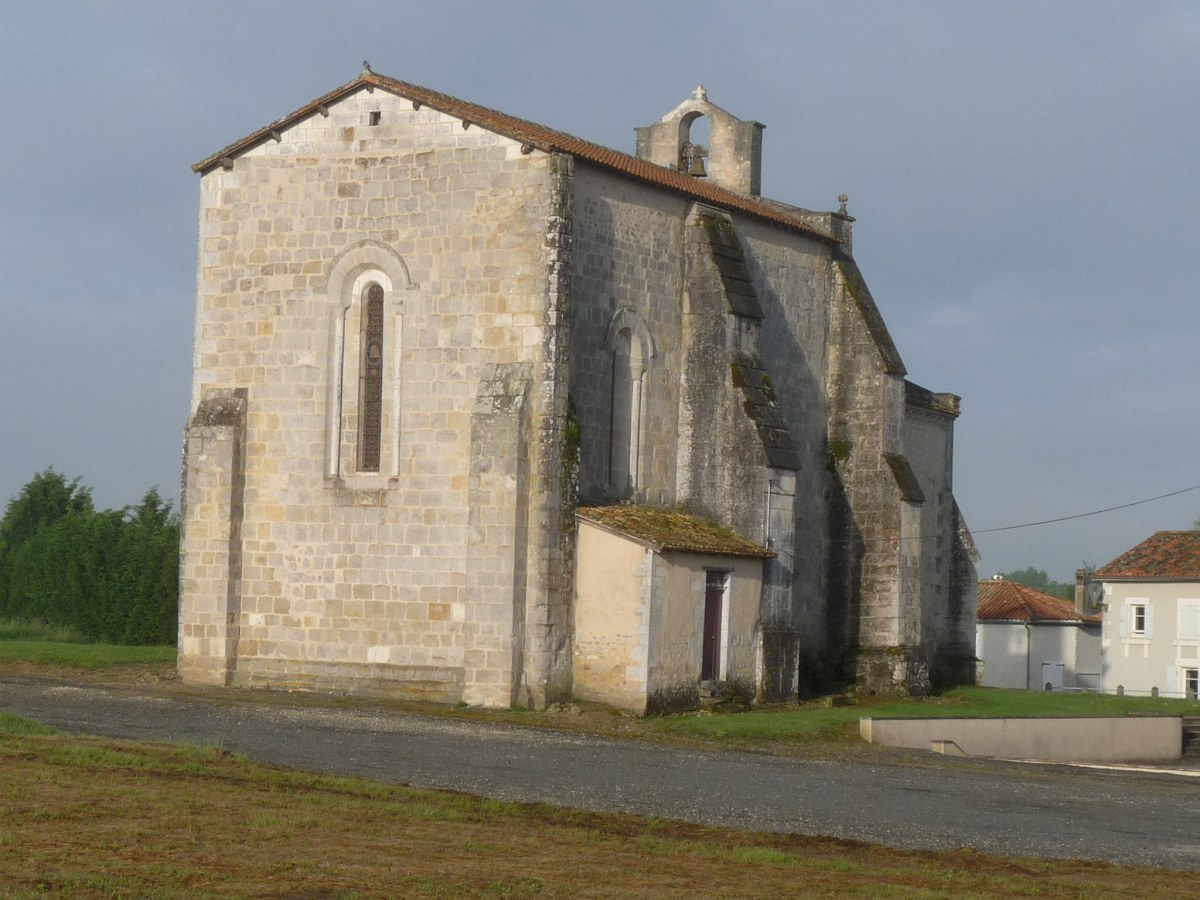
L'arrière.
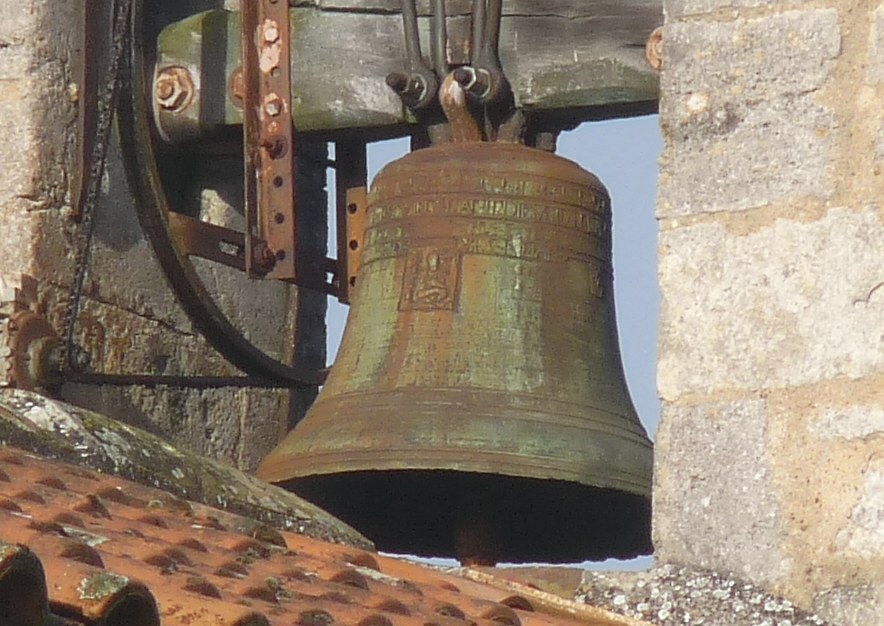
La cloche.

### Ancienne tuilerie
Une ancienne tuilerie, chez Grellier, a été aménagée en aire de détente. On y voit en particulier un séchoir et un four à chaux.

### Monument commémoratif à Paul Nozal
Sur le bord de la RN10, le monument commémoratif à Paul Nozal est une stèle réalisée par Hector Guimard et placée sur le lieu du tragique accident du fils des mécènes de l'architecte. La stèle est inscrite aux Monuments historiques depuis 2021.

### Voie verte
L'ancienne voie ferrée de Châteauneuf à Saint-Yzan a été aménagée en voie verte en 2004. Celle-ci va de Barbezieux à Clérac, en Charente-Maritime. Au nord de Barbezieux, elle a été prolongée jusqu'à Saint-Médard qui en marque l'extrémité goudronnée en 2015. La liaison jusqu'à Châteauneuf est à l'étude,.

## Personnalités liées à la commune
- Baptiste Roussy (1856-1926). Médecin, sociologue, né au Tâtre, maire de Baignes, professeur à l'École pratique des hautes études et au Collège de France, auteur de Éducation domestique de la femme et rénovation sociale traitant de démographie, natalité, mortalité et auteur de nombreux travaux[50].

## Galerie

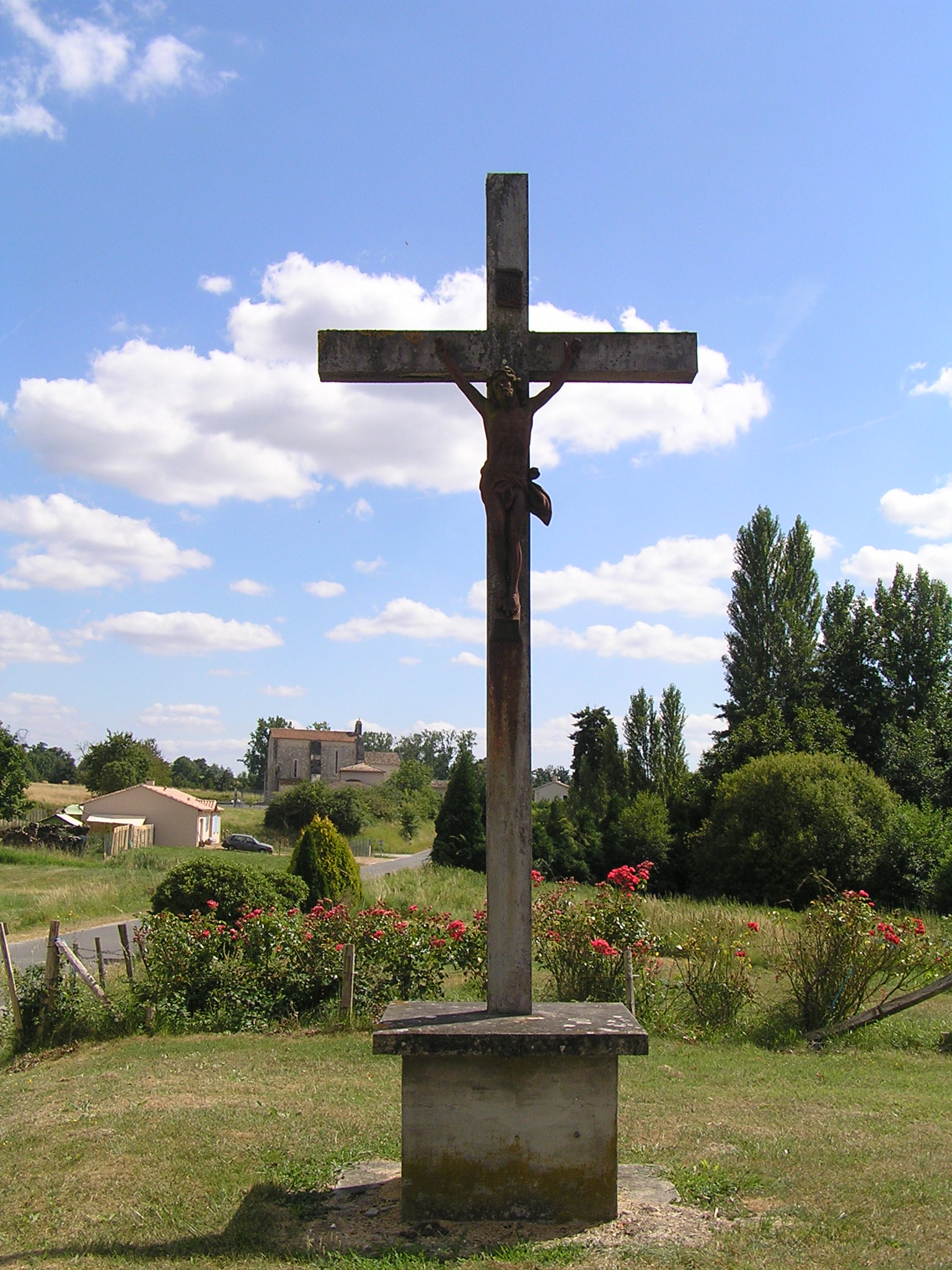
Croix.
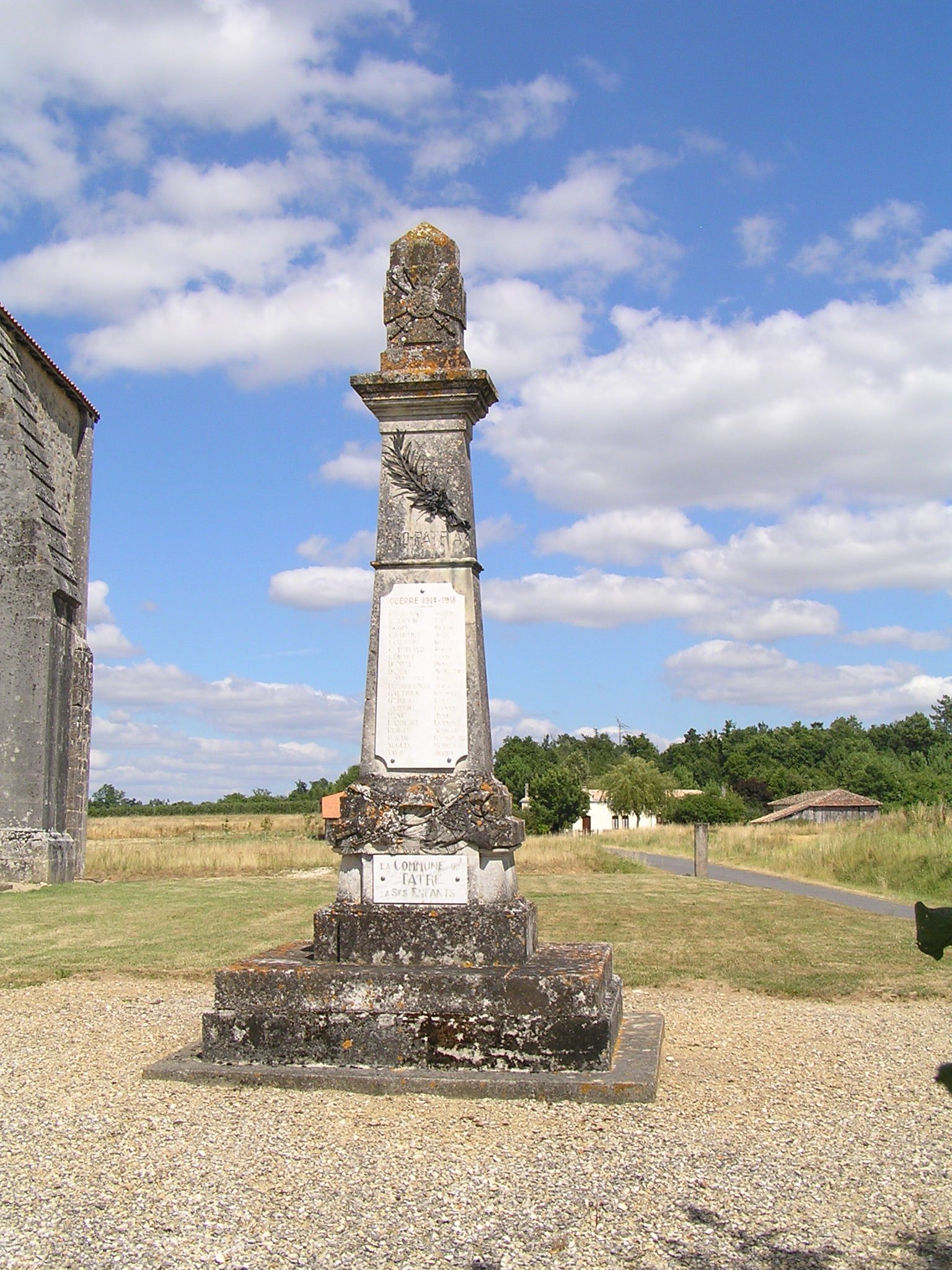
Le monument aux morts.
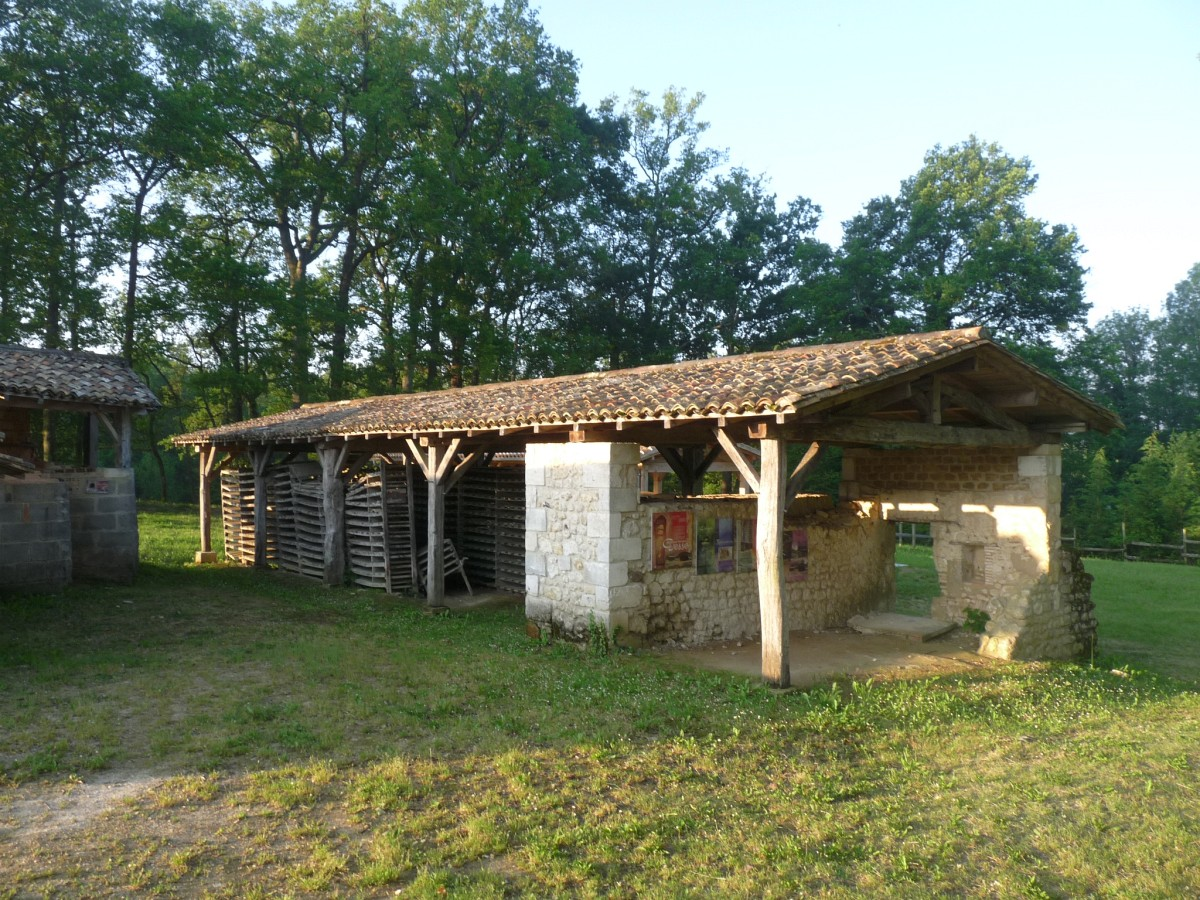
Ancienne tuilerie, Chez Grellier.
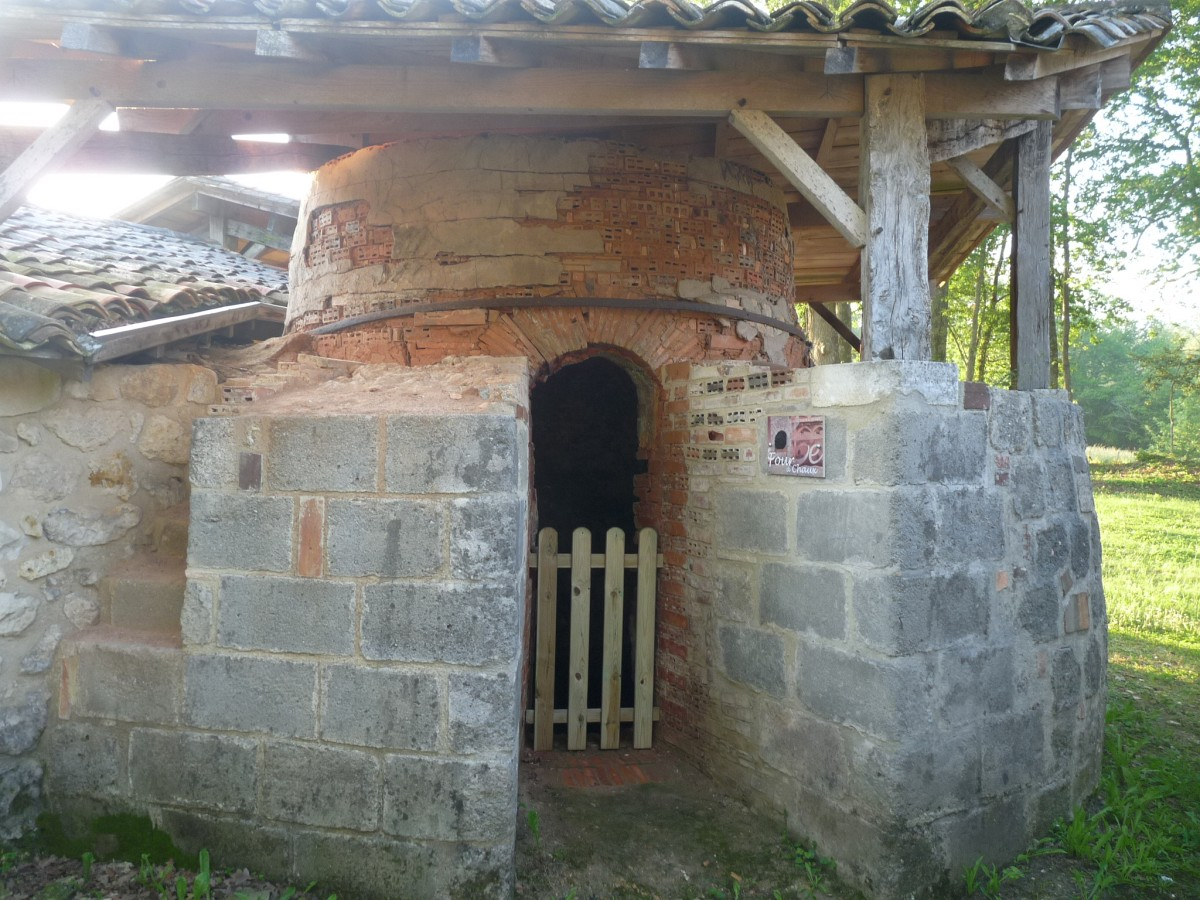
Ancien four.